# SNCF BB 20100
Die BB 20100 waren vier französische Zweifrequenz-Elektrolokomotiven der SNCF für den Einsatz im grenzüberschreitenden Verkehr zwischen Frankreich und der Schweiz, später auch Deutschland.

## Geschichte
Nachdem ab Mitte der 1950er Jahre das Streckennetz im Nordosten Frankreichs elektrifiziert wurde, wünschte sich die Schweiz einen elektrischen Betrieb auf der Bahnstrecke Strasbourg–Basel – Dampflokomotiven in der Stadt Basel wurden bereits 1954 verboten. Die Schweiz bot den SNCF ein sehr günstiges Darlehen zur Finanzierung der Elektrifizierung der Strecke Basel–Strassburg–Réding bei Sarrebourg an, so dass die Züge Basel–Paris auf diesem Abschnitt elektrisch verkehren konnten. Im Gegenzug musste sich die SNCF verpflichten, die Lokomotiven bei Schweizer Herstellern zu kaufen. Die französische Staatsbahn bestellte 1955 eine Serie von 25 Lokomotiven des Typs BB 13000 und vier Zweifrequenz-Lokomotiven. Letztere waren für den direkten Verkehr Frankreich–Schweiz vorgesehen.
Erste Entwürfe der Zweifrequenz-Lokomotiven trugen die Bezeichnung BB 26000. Der Entwurf von 1955 entstand noch vor den BB 9200 und wies deshalb noch einen Lokkasten mit vier Bullaugen ähnlich den Versuchslokomotiven BB 9003 und 9004 auf. Als die Maschinen gebaut wurden, erhielten sie den gleichen Wagenkasten wie die Gleichstromlokomotive BB 9200, und ihre Bezeichnung wurde in BB 30000 geändert.
Die Herausforderung bestand darin, eine sogenannte Zweifrequenz-Lokomotive zu schaffen, die sowohl unter dem 25 kV 50 Hz als auch unter 15 kV 16 2/3 Hz betrieben werden konnte, was mit den damals verfügbaren Technologien nicht einfach war, weshalb zwei verschiedene Varianten gebaut wurden. Der Einsatz im Französischen 1500-V-Gleichstromsystem war wohl am Anfang auch vorgesehen, denn die Lokomotiven wurden mit den Nummern BB 30001–30004 der 30000er-Gruppe zugeteilt.
Die vier Lokomotiven wurden von 1958 von der SLM mit den Fabriknummern 4161 bis 4164 gebaut. Die Elektrik für die Lokomotiven 30001 und 30002 stammte von der Maschinenfabrik Oerlikon (MFO), die von den anderen beiden von BBC, CEM und Le Matériel Electrique Schneider-Westinghouse.
Anfang der 1960er Jahre wurden die Loks in die 20000er-Gruppe der Zweifrequenz-Lokomotiven eingeordnet, da sie nicht mit Gleichstrom betrieben werden konnten. Sie erhielten die Nummern BB 20101 bis 20104. Die 20101 erhielt später einen Gleichrichter mit Siliziumdioden eingebaut – wahrscheinlich der erste auf einer Lokomotive in Frankreich eingesetzte Trockengleichrichter.

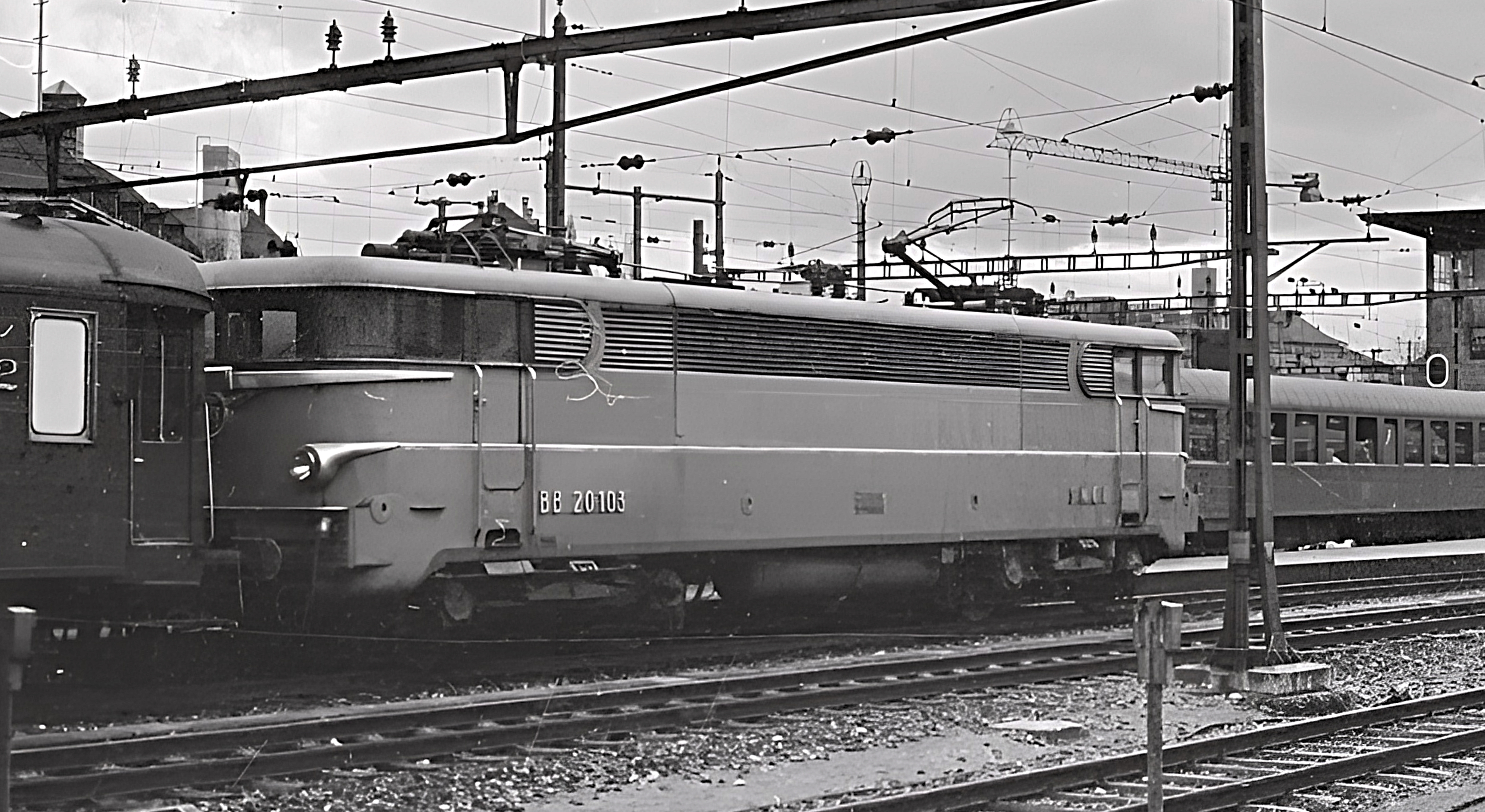
BB 20103 in Basel SNCF mit einem Reisezug (1964)

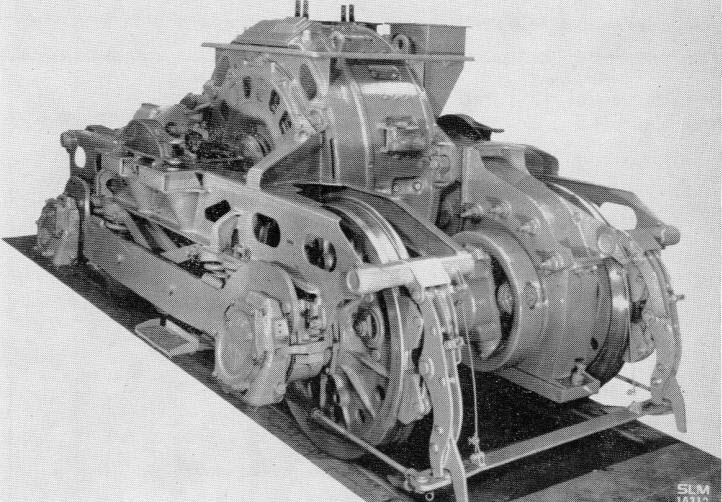
Einmotordrehgestell der BB 12103 und 12104

Die Kleinserie von vier Prototypen war nicht sehr zuverlässig und wurde nur ab Straßburg auf kurzen Strecken zwischen den Grenzbahnhöfen eingesetzt. Eine Zeit lang fuhren sie mit Schnellgüterzügen bis nach Basel in den Güterbahnhof Wolf. Die 20104 wurde 1972 nach einem Unfall ausgemustert, die BB 20102 erlitt 1973 einen schweren Schaden und wurde deshalb ebenfalls ausrangiert. Die BB 20101 fuhr noch sporadisch, diente aber ab 1972 nur noch dem Vorheizen der Züge in Strasburg, bis sie 1982 ausrangiert wurde. Die 20103 erlitt einen Brandschaden bei Igney-Avricourt und wurde 1982 ausgemustert.

## Technik
Alle vier Lokomotiven glichen äußerlich den BB Jacquemin, einer äußerst erfolgreichen Lokfamilie, zu der die BB 9200 und die BB 16000 gehören, wurden aber von der SLM gebaut.

### BB 30001, BB 30002
Die Lokomotiven 30001 und 30002 verwendeten von der MFO entwickelte Einphasen-Reihenschlussmotoren, die als Direktmotoren betrieben wurden. Die vier Motoren waren dauernd parallel geschaltet, die Einzelachsantriebe in den Drehgestellen waren als Jacquemin-Kardanantriebe ausgebildet. Auch der mechanische Aufbau der Lokomotiven ähnelte somit den BB Jacquemin.

### BB 30003, BB 30004
Die Lokomotiven 30003 und 30004 verwendeten Excitron-Gleichrichter, die Gleichstrom-Fahrmotoren mit Energie versorgten. Die Bezeichnung Excitron bezog sich auf die Gleichrichtertechnologie. Dabei handelte es sich um Quecksilberdampfgleichrichter, die nur eine Anode in einem großen Kessel hatten.
Es wurden Einmotordrehgestelle verwendet, das heißt, die Lokomotiven hatten nur zwei Fahrmotoren, jeweils einen pro Drehgestell. Der mittig im Drehgestell platzierte Fahrmotor trieb die Radsätze über ein Stirnradgetriebe an. Um Gewicht zu sparen, übernahm das Motorgehäuse gleichzeitig auch die Funktion des Querträgers im H-Rahmen. Der mechanische Aufbau glich somit eher den BB 16500.